# Michael Heist
Michael Heist (* 2. Mai 1965 in Darmstadt) ist ein ehemaliger deutscher Leichtathlet, der sich auf den Hindernislauf spezialisiert hatte.

## Sportliche Karriere
Michael Heist startete bis 1980 für SKG Roßdorf und ab 1981 für den ASC Darmstadt. Bei den Deutschen Meisterschaften 1989 war er über 3000 Meter Hindernis Zweiter hinter Hubert Karl, 1990 siegte er vor Martin Strege.
Bei den Weltmeisterschaften 1987 in Rom schied er in 8:38,80 Minuten im Vorlauf aus. Drei Jahre später bei den Europameisterschaften 1990 in Split lief er im Vorlauf in 8:24,97 Minuten ins Ziel. Diese Zeit genügte nicht für den Finaleinzug, blieb aber die schnellste Zeit seiner Karriere.
Bei der Universiade 1993 wurde der spätere Architekt Elfter.